# Corentin Fiore
Corentin Fiore (* 24. März 1995) ist ein belgischer Fußballspieler, der seit Januar 2021 beim italienischen Drittligisten FC Ravenna unter Vertrag steht.

## Karriere

### Verein
Corentin Fiore ist in der Defensive als vielseitig einsetzbarer Spieler bekannt. Seine Stammposition ist die Linke Außenverteidigung, aber er kann auch die Positionen des Innenverteidigers oder Defensiven Mittelfeldspielers bekleiden. Fiore begann seine Karriere beim belgischen Traditionsverein Standard Lüttich. Im Trikot Lüttichs debütierte er am 11. Dezember 2014 in der UEFA Europa League, als er im Duell gegen Feyenoord Rotterdam in der Startaufstellung stand.
Am 9. Januar 2018 gab der italienische Serie-B-Verein US Palermo die Verpflichtung Fiores bekannt. In der Saison 2018/19 wurde er an den drittklassigen Verein Imolese Calcio 1919 ausgeliehen. Nachdem Palermo im Sommer 2019 in die viertklassige Serie D zurückgestuft wurde, löste Fiore seinen Vertrag auf.
Anfang August 2019 schloss er mit dem belgischen Erstdivisionär Cercle Brügge einen Vertrag über ein Jahr, mit der Option der Verlängerung eines weiteren Jahres, ab. Seit Mitte Oktober 2019 wurde Fiore bei der Aufstellung nicht mehr berücksichtigt. Sein Vertrag wurde Mitte Januar 2020 aufgelöst.
Fiore unterschrieb darauf einen Vertrag bis zum Ende der Saison beim italienischen Drittligisten Teramo Calcio. Im Anschluss an das Ende des Vertrags verließ er den Verein im Sommer 2020 nach zwei Einsätzen ablösefrei.
Nach monatelanger Vertragslosigkeit schloss sich Fiore Anfang Januar dem FC Ravenna an und kehrte damit wieder in die italienische Serie C zurück.

### Nationalmannschaft
Fiore durchlief diverse belgische Jugendauswahlen. Zuletzt war er bis 2016 für die U-21 Belgiens aktiv.

## Erfolge
- Belgischer Pokalsieger: 2016 (Standard Lüttich)